# Studio op. 25 n. 11 (Chopin)
Lo Studio op. 25 n. 11 in La minore è una composizione per pianoforte di Fryderyk Chopin scritta, come gli altri studi dell'op. 25, fra il 1829 e il 1836.

## Storia
Anche se non vi è una datazione certa per questo Studio, alcune caratteristiche della scrittura possono dare indicazioni preziose. Poiché gli echi della musica di Field in Chopin sono avvertibili solo nelle opere giovanili, alcune affinità con il Concerto n. 6 per pianoforte e orchestra dell'autore irlandese possono essere indicative; lo Studio in La minore presenta poi molti legami con altre opere scritte da Chopin entro il 1832 quali il Concerto op.11 del 1830 e lo Scherzo in Si minore che risale al periodo fra il 1830 e il 1831. Inoltre l'intensità drammatica, espressione di un forte travaglio spirituale del compositore, lo avvicinano allo Studio op.10 n.12, scritto proprio nel 1831 dopo aver appreso della caduta di Varsavia a opera dell'esercito russo.
Il brano, come tutta l'op. 25, è dedicato alla contessa Marie d'Agoult, amante di Franz Liszt, quale ulteriore omaggio all'amico che aveva eseguito alcuni Studi durante un concerto nel 1836.

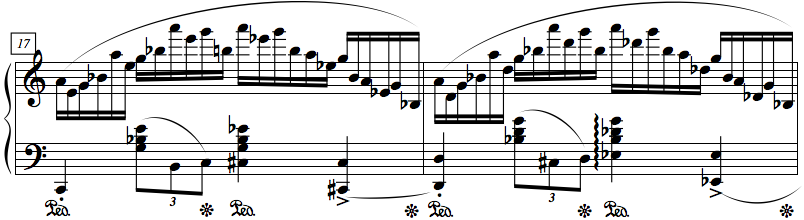
Sezione centrale dello Studio

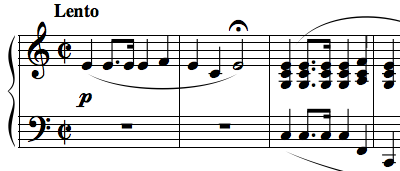
Prime batture dello Studio in La minore

## Analisi
Come gli altri Studi della raccolta, destinati ognuno a sviluppare una particolare difficoltà tecnica, questo in La minore ha l'indicazione particolare "per l'agilità sul forte"; lo scopo è in effetti quello di aiutare la capacità della mano destra nell'intensificare l'agilità e la scorrevolezza in un pezzo eseguito con energia. Il brano inizia in modo calmo e raffinato e, dopo le prime battute con l'indicazione Lento suonate piano e pianissimo, attacca impetuosamente alla quinta battuta con un Allegro con brio in forte e risoluto.
La parte più onerosa è affidata alla mano destra che inizialmente è impegnata in due figurazioni simultanee, una scala cromatica con le note superiori e l'altra parte basata sull'accordo di La minore; la mano sinistra realizza una linea melodica puntata col carattere di marcia. Il vero protagonista dello Studio è proprio il meno appariscente sfondo realizzato dalla melodia del basso che spesso, nelle esecuzioni, viene sopraffatto dall'eccesso di rilievo dato alla mano destra. Il grande fascino di questo brano sta nella sua ricchezza armonica e nella contrapposizione della parte cantabile diatonica con la velocissima figurazione delle sestine di semicrome Proprio per le sue sonorità estreme e la drammaticità dell'esposizione lo Studio è stato denominato "Vento d'inverno"